# Кингсглейв: Последняя фантазия XV
«Кингсглейв: Последняя фантазия XV» (англ. Kingsglaive: Final Fantasy XV) — японский полнометражный анимационный фантастический фильм режиссёра Такэси Нодзуэ, созданный Visual Works — внутренней студией компании Square Enix. Фильм «Кингсглейв: Последняя фантазия XV», полностью построенный на использовании технологий компьютерной анимации и захвата движения, основан на выпущенной позднее в том же году компьютерной игре Final Fantasy XV и использует тот же вымышленный мир и некоторых общих персонажей. В Японии «Кингсглейв» вышел в кинотеатрах 9 июля 2016 года; в ряде стран, в том числе США, фильм прошел в ограниченном прокате. Копия фильма вместе с аниме-сериалом «Братство: Последняя фантазия XV» прилагалась к некоторым изданиям Final Fantasy XV.
Действие фильма «Кингсглейв» происходит параллельно событиям игры Final Fantasy XV. Король Регис Люцис Кэлум CXIII оберегает свое королевство Люцис от враждебной империи Нифльхейм — империя пытается завладеть волшебным кристаллом Люциса. Королю Регису служит гвардейский отряд «Кингсглейв», члены которого владеют искусством телепортации. Регис соглашается подписать мирный договор с Нифльхеймом — в соответствии с этим договором, его сын Ноктис должен жениться на имперской подданной леди Лунафрейе. Мирные переговоры оказываются прикрытием для нифльхеймского вторжения, и гвардеец Никс Ульрик, король Регис и леди Лунафрейя вынуждены защищать свои жизни и королевство Люцис. Персонажей в фильме озвучивали звезды кино — Го Аяно, Сиори Кицуна и Цутому Исобэ в японской версии, Аарон Пол, Лина Хиди и Шон Бин в английской.
Фильм «Кингсглейв» был создан в рамках антологии произведений, объединённых общей вселенной: компания Square Enix предпочла использовать накопленные в процессе разработки Final Fantasy XV материалы для создания нескольких произведений в других художественных формах, чем компьютерные игры. Производство фильма было запущено в 2014 году, и его созданием занимался тот же коллектив, что ранее работал над фильмом «Последняя фантазия VII: Дети пришествия»; в последующие годы к работе был подключен ряд внешних студий. «Кингсглейв» был анонсирован лишь в 2016 году, незадолго до выхода на экраны. Фильм получил смешанные отзывы критики: обозреватели высоко оценили визуальную часть фильма, в то время как сюжет получил отрицательные оценки.

## Сюжет
События фильма разворачиваются на вымышленной планете Эос. В центре повествования два государства — Люцис и Нифльхейм. Фильм повествует о событиях, произошедших до начала игры Final Fantasy XV. Люцис и Нифльхейм ведут войну вот уже больше 100 лет. Люцис терпит поражение за поражением. Единственной нетронутой территорией является столица Люциса — Инсомния, уцелевшая благодаря магическому щиту, который закрывает город от атак Нифльхейма. Король Регис осознаёт, что выиграть эту войну у него уже не получится. А единственное, что он сейчас может сделать — это защитить Инсомнию.
В то же время, бойцы отряда Kingsglaive ведут бой с войсками Нифльхейма за пределами Инсомнии. Несмотря на магию и оборонительные позиции, Нифльхейм с легкостью прорывает оборону. Однако, торнадо, созданный членами отряда Kingsglaive, сметает войска Нифльхейма. Империя проводит тест Бриллиантового Оружия — демона размером с небоскрёб, несущий на себе множество меньших демонов-паразитов, а также мощный аналог ракетного вооружения. Люцис отступает, однако, Нифльхейм неожиданно делает то же самое, отключая демона контролером сознания и улетая обратно.
Вскоре к стенам Инсомнии приезжает человек, представившийся послом Нифльхейма — Ардин Изуния. Король Регис узнаёт в Ардине канцлера Нифльхейма, после чего Ардин, изрядно поиздевавшись над королём Регисом, предлагает заключить мир между Нифльхеймом и Люцисом. Регис соглашается, не имея альтернатив. В Инсомнию прибывают делегации Нифльхейма. Миру сообщается о подписании мирного договора, по условиям которого, Люцис обязывается отдать все земли, кроме Инсомнии, под правление Нифльхейма. Что Люцис и делает.
Среди последней делегации Нифльхейма, прибывает и принцесса Тенебре — Лунафрейя Нокс Флёре. После официального приёма делегаций, среди которых был сам император Альдеркапт, главный герой фильма — Никс Ульрик узнаёт о том, что принцесса покинула столицу. После чего сообщает информацию королю Регису. Отряд Kingsglaive отправляют спасти принцессу.

## Роли озвучивали
- Го Аяно (яп.) / Аарон Пол (англ.) — Никс Ульрик
- Сиори Куцуна (яп.) / Лина Хиди (англ.) — Лунафрейя Нокс Флёре
- Исобэ Цутому (яп.) / Шон Бин (англ.) — Регис Люцис Кэлум CXIII
- Сёдзо Идзука (яп.) / Дэвид Гант (англ.) — Йедолас Альдеркапт
- Кэидзи Фудзивара (яп.) / Дэрин Де Пол (англ.) — Ардин Изуния
- Юити Накамура (яп.) / Тревор Дивэлл (англ.) — Равус Нокс Флёре
- Коити Ямадэра (яп.) / Адриан Буше (англ.) — Титус Драутос
- Адриан Буше (англ.) — генерал Глаока
- Мицуаки Канука (яп.) / Лиам Малви (англ.) — Либертус Остиум
- Томокадзу Сэки (яп.) / Тодд Хаберкорн (англ.) — Луше Лазарус
- Аюми Фудзимура (яп.) / Алекса Кан (англ.) — Кроу Алтиус
- Бандзё Гинга (яп.) / Джон ДеМита (англ.) — Кларус Амицития
- Ватару Такаги (яп.) / Бен Дискин (англ.) — Пелна Кара
- Фуминори Комацу (яп.) / Макс Миттелман (англ.) — Тредд Фурия

## Премии
- Номинация на премию «Сатурн» за лучший анимационный фильм[2].
- Номинация на премию Behind the Voice Actors Awards за лучший мужской вокал в анимационном фильме (Best Male Lead Vocal Performance in an Anime Feature Film/Special) — Аарон Пол[3].

## Прокат
В первые два дня после выхода в Японии фильм занял десятое место в чарте: было продано 22 818 билетов в кинотеатры на общую сумму 35 516 460 йен (345 тысяч долларов США). К 20 июля 2016 было продано свыше 70 тысяч билетов на общую сумму 105 миллионов йен — эти достаточно высокие для Японии рейтинги связывали с «сарафанным радио», привлекающим к фильму новых зрителей. В США фильм выходил в ограниченном прокате и не собрал сколько-нибудь значительной кассы — лишь 269 980 долларов в регионе за все время показа
. Напротив, в Китае фильм пользовался большей популярностью и собрал дополнительно 4,2 миллиона долларов США, став четвертым по сборам фильмом в неделю выхода. Общие мировые сборы фильма на апрель 2017 года составляли около 6,4 миллиона долларов США. Версии фильма на DVD и Blu-ray в октябре 2016 года входили в двадцатку самых продаваемых фильмов на физических носителях.